# Mallasamudram
Mallasamudram é uma panchayat (vila) no distrito de Namakkal, no estado indiano de Tamil Nadu.

## Geografia
Mallasamudram está localizada a 11° 29′ N, 78° 02′ L. Tem uma altitude média de 224 metros (734 pés).

## Demografia
Segundo o censo de 2001,  Mallasamudram  tinha uma população de 17,125 habitantes. Os indivíduos do sexo masculino constituem 51% da população e os do sexo feminino 49%. Mallasamudram tem uma taxa de literacia de 62%, superior à média nacional de 59.5%: a literacia no sexo masculino é de 70% e no sexo feminino é de 53%. Em Mallasamudram, 10% da população está abaixo dos 6 anos de idade.